# Церква Іоанна Богослова (Верхній Митякін)
 Церква Іоанна Богослова  (рос. Церковь иконы Божией Матери «Одигитрия») — православний храм Шахтинської і Миллеровской єпархії Російської православної церкви, розташованої в хуторі Верхній Митякин Тарасівської району Ростовської області; відноситься до Міллерівським благочинию.

## Історія
Церква була побудована в 1886 році за проектом донського архітектора Петра Студеникина для хутора Верхній Митякин та прилеглих хуторів. Була дерев'яною і обшита тесом. Основоною будівля являло собою четверик під двоскатним дахом з главкою, вівтарем і трапезної.
В радянський час, у 1930-ті роки храм був закритий, в ньому розташовувалися клуб, потім їдальня та гуртожиток. Служби продовжилися у Велику Вітчизняну війну, але в 1960-ті роки церква була розгромлена. Служби тривали ще кілька років у притворі і на паперті.
Після розпаду СРСР, у 1990-х роках церква була повернута віруючим. При підтримці районної та хутірський адміністрацій, а також місцевого господарства «Русь» і на кошти жителів хутора, був укріплений фундамент, замінені згнилі дошки і покрівля, встановлені нові куполи. Храм був оштукатурений і пофарбований, оновлено всередині.
Відреставрований храм був освячений 22 червня 2010 року архієпископом Ростовським і Новочеркаським Пантелеімоном .
Настоятель храму з 2004 року — протоієрей Сергій Явиц.